# Drew Nicholas
Andrew Lawrence "Drew" Nicholas (ur. 17 maja 1981 w Hempstead) – amerykański koszykarz, występujący na pozycjach rzucającego obrońcy.
W 2004 reprezentował Atlantę Hawks podczas letniej ligi NBA.

## Osiągnięcia
Na podstawie, o ile nie zaznaczono inaczej.
NCAA
- Mistrz NCAA (2002)
- Uczestnik rozgrywek:
  - NCAA Final Four (2001, 2002)
  - Sweet 16 turnieju NCAA (2001–2003)
  - turnieju NCAA (2000–2003)
- Mistrz sezonu regularnego konferencji Atlantic Coast (ACC – 2002)
- Zaliczony do II składu ACC (2003)

Drużynowe
- Mistrz:
  - Euroligi (2009, 2011)
  - Włoch (2006)
  - Grecji (2009–2011)
- Wicemistrz:
  - Hiszpanii (2005)
  - Turcji (2007)
- Zdobywca:
  - pucharu:
    - Grecji (2009)
    - Turcji (2007)

  - superpucharu Turcji (2006)
- Finalista:
  - pucharu Grecji (2010, 2011)
  - superpucharu Turcji (2007)

Indywidualne
- Laureat Alphonso Ford Trophy (2006)
- Zaliczony do I składu ligi greckiej (2010)
- Uczestnik meczu gwiazd ligi greckiej (2009–2011)
- Zwycięzca konkursu rzutów za 3 punkty (2010, 2011)
- Lider strzelców:
  - Euroligi (2006)
  - ligi włoskiej (2005)
  - II ligi włoskiej (2004)